# توماس هابيل
توماس هابيل (بالدنماركية: Thomas Abel)‏ (13 مارس 1974 بالدنمارك - ) هو مدرب كرة قدم ولاعب كرة قدم دانمركي في مركز الدفاع. لعب مع نادي هرفوليه وKøge Boldklub ‏ ونادي كيدا دارول أمان وGreve Fodbold ‏ وBoldklubben af 1893 ‏.

## وصلات خارجية
- توماس هابيل على موقع قاعدة بيانات كرة القدم.إي يو (الإنجليزية)